# Hugo Gambor
Hugo Gambor (Blois, 30 dicembre 2002) è un calciatore centrafricano, difensore del Gent e della nazionale centrafricana.

## Carriera

### Club
Gambor è cresciuto nel settore giovanile del Blois ed ha trascorso i primi anni di carriera con le seconde squadre di Orléans e Paris FC. Nel 2022 è stato acquistato dal Dunkerque con cui ha conquistato le promozione in Ligue 2 al termine della stagione.
Il 31 gennaio 2024 è stato acquistato a titolo definitivo dal Gent, club della prima divisione belga, con cui conclude la stagione giocando 2 partite in questa categoria. Nell'estate del 2024 esordisce nelle competizioni UEFA per club, giocando 5 partite nei turni preliminari di Conference League.

### Nazionale
Ha debuttato con la nazionale centrafricana il 5 settembre 2024 nell'incontro di qualificazione per la Coppa d'Africa 2025 vinta 3-1 contro il Lesotho.
Il 19 marzo 2025 ha realizzato il suo primo gol per la selezione centrafricana nella sconfitta interna contro il Madagascar (1-4).

## Statistiche

### Presenze e reti nei club
Statistiche aggiornate al 6 settembre 2024.
| Stagione          | Squadra           | Campionato        | Campionato | Campionato | Coppe nazionali | Coppe nazionali | Coppe nazionali | Coppe continentali | Coppe continentali | Coppe continentali | Altre coppe | Altre coppe | Altre coppe | Totale | Totale | Totale |
| Stagione          | Squadra           | Comp              | Pres       | Reti       | Comp            | Pres            | Reti            | Comp               | Pres               | Reti               | Comp        | Pres        | Reti        | Pres   | Reti   |        |
| ----------------- | ----------------- | ----------------- | ---------- | ---------- | --------------- | --------------- | --------------- | ------------------ | ------------------ | ------------------ | ----------- | ----------- | ----------- | ------ | ------ | ------ |
| 2019-2020         | Orléans 2         | N3                | 6          | 0          | -               | -               | -               | -                  | -                  | -                  | -           | -           | -           | 6      | 0      |        |
| 2020-2021         | Paris FC 2        | N3                | 5          | 0          | -               | -               | -               | -                  | -                  | -                  | -           | -           | -           | 5      | 0      |        |
| 2021-2022         | Paris FC 2        | N3                | 16         | 0          | -               | -               | -               | -                  | -                  | -                  | -           | -           | -           | 16     | 0      |        |
| Totale Paris FC 2 | Totale Paris FC 2 | Totale Paris FC 2 | 21         | 0          |                 | -               | -               |                    | -                  | -                  |             | -           | -           | 21     | 0      |        |
| 2022-2023         | Dunkerque         | N1                | 27         | 1          | CF              | 2               | 0               | -                  | -                  | -                  | -           | -           | -           | 29     | 1      |        |
| 2023-gen. 2024    | Dunkerque         | L2                | 19         | 0          | CF              | 2               | 0               | -                  | -                  | -                  | -           | -           | -           | 21     | 0      |        |
| Totale Dunkerque  | Totale Dunkerque  | Totale Dunkerque  | 46         | 1          |                 | 4               | 0               |                    | -                  | -                  |             | -           | -           | 50     | 1      |        |
| gen.-giu. 2024    | Gent              | D1                | 2          | 0          | CB              | 0               | 0               | UECL               | 0                  | 0                  | -           | -           | -           | 2      | 0      |        |
| 2024-2025         | Gent              | D1                | 2          | 0          | CB              | 0               | 0               | UECL               | 5                  | 0                  | -           | -           | -           | 7      | 0      |        |
| Totale carriera   | Totale carriera   | Totale carriera   | 77         | 1          |                 | 4               | 0               |                    | 5                  | 0                  |             | -           | -           | 86     | 1      |        |

### Cronologia presenze e reti in nazionale
| Cronologia completa delle presenze e delle reti in nazionale ― Rep. Centrafricana | Cronologia completa delle presenze e delle reti in nazionale ― Rep. Centrafricana | Cronologia completa delle presenze e delle reti in nazionale ― Rep. Centrafricana | Cronologia completa delle presenze e delle reti in nazionale ― Rep. Centrafricana | Cronologia completa delle presenze e delle reti in nazionale ― Rep. Centrafricana | Cronologia completa delle presenze e delle reti in nazionale ― Rep. Centrafricana | Cronologia completa delle presenze e delle reti in nazionale ― Rep. Centrafricana | Cronologia completa delle presenze e delle reti in nazionale ― Rep. Centrafricana |
| Data                                                                              | Città                                                                             | In casa                                                                           | Risultato                                                                         | Ospiti                                                                            | Competizione                                                                      | Reti                                                                              | Note                                                                              |
| --------------------------------------------------------------------------------- | --------------------------------------------------------------------------------- | --------------------------------------------------------------------------------- | --------------------------------------------------------------------------------- | --------------------------------------------------------------------------------- | --------------------------------------------------------------------------------- | --------------------------------------------------------------------------------- | --------------------------------------------------------------------------------- |
| 5-9-2024                                                                          | El Jadida                                                                         | Rep. Centrafricana                                                                | 3 – 1                                                                             | Lesotho                                                                           | Qual. Coppa d'Africa 2025                                                         | -                                                                                 |                                                                                   |
| 10-9-2024                                                                         | Franceville                                                                       | Gabon                                                                             | 2 – 0                                                                             | Rep. Centrafricana                                                                | Qual. Coppa d'Africa 2025                                                         | -                                                                                 | 84’                                                                               |
| 19-3-2025                                                                         | Casablanca                                                                        | Rep. Centrafricana                                                                | 1 – 4                                                                             | Madagascar                                                                        | Qual. Mondiali 2026                                                               | 1                                                                                 |                                                                                   |
| Totale                                                                            |                                                                                   | Presenze                                                                          | 3                                                                                 |                                                                                   | Reti                                                                              | 1                                                                                 |                                                                                   |